# Apristurus riveri
Espèce
Répartition géographique
Statut de conservation UICN

 DD  : Données insuffisantes
Apristurus riveri est une espèce de requins.